# 綜合媒材

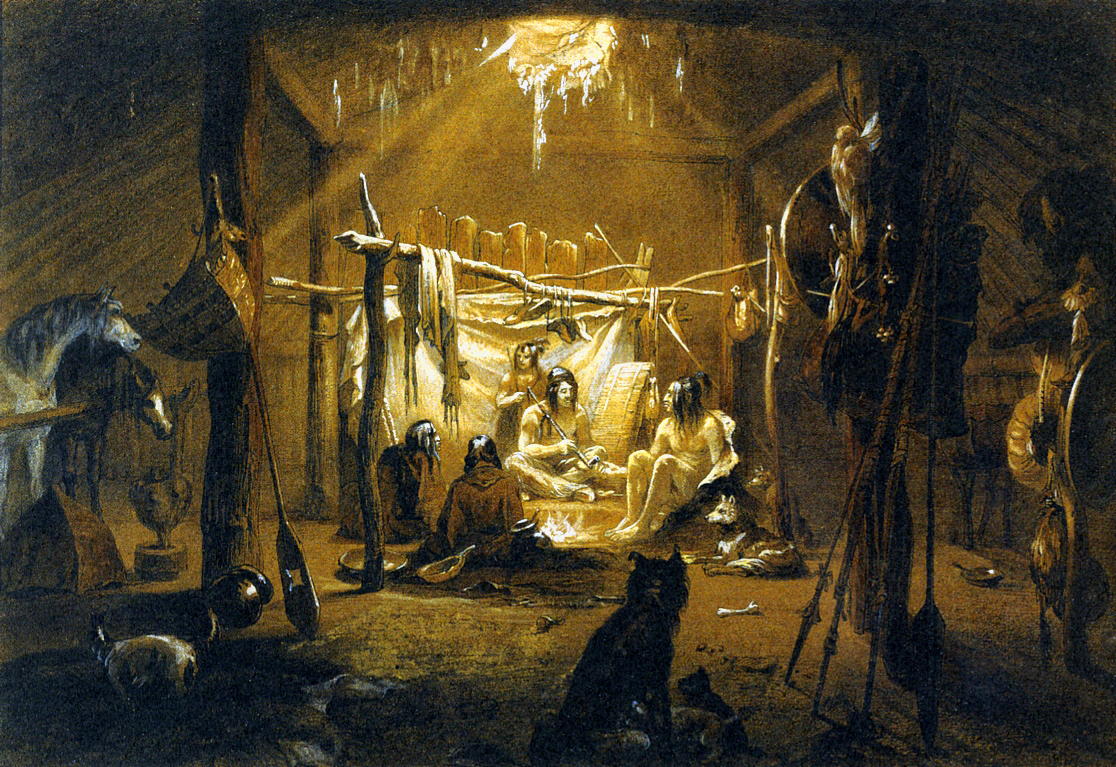
Karl Bodmer的綜合媒材作品Interior of the Hut of a Mandan Chief。

複合媒材（英語：Mixed media，又稱複合媒材）在視覺藝術領域中，是指一種混合運用多種材料的創作型式，是大學或學院美術領域中的主要課程之一。與多媒體藝術不同的地方，在於綜合媒材的作品主要是以傳統視覺藝術品為主，而不是將視覺以外元素混合其中。

## 相關文獻
- Description of Mixed-Media Collage Creation by Susan Krieg
- History of Collage Excerpts from Nita Leland and Virginia Lee and from George F. Brommer